# 黄昆

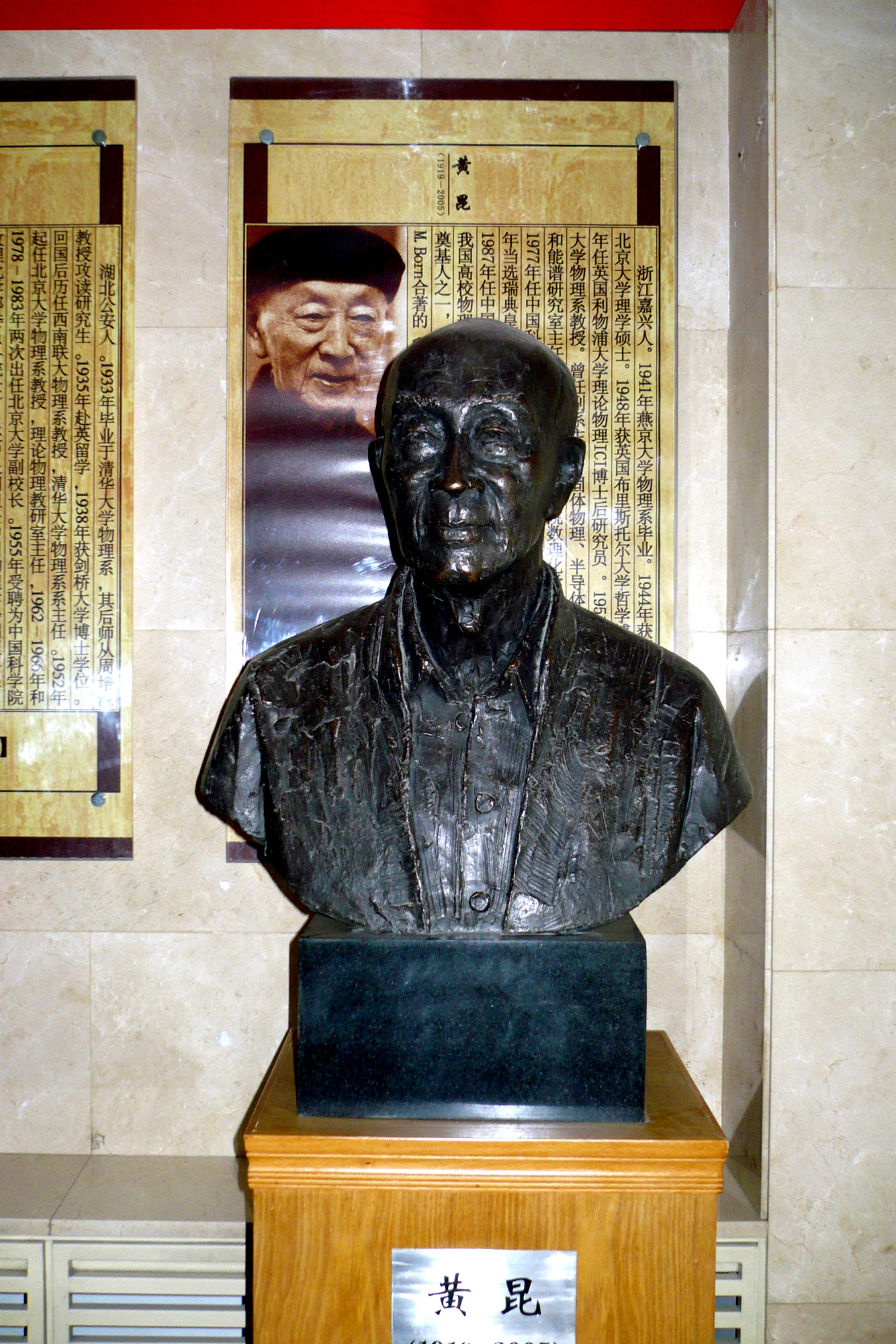
北京大学物理学科にあるブロンズ胸像

黄 昆（こう こん、1919年9月2日 - 2005年7月6日）は、中華人民共和国の物理学者。北京市出身。中国科学院に所属していた。2001年に国家主席の江沢民より国家最高科学技術賞を受賞した。
原籍は浙江省嘉興県で、1919年に京都市（現：北京市）に生まれた。北京に本部を置く燕京大学を将来有望な物理学者として卒業した。1948年、イギリスのブリストル大学のH. H. Wills Physics Labより博士号を取得し、リヴァプール大学でポスドク研究を続け、そこで1949年から1951年までマックス・ボルンとともにDynamical Theory of Crystal Lattices（結晶格子の力学理論）を共著した。
1951年、中国へ教鞭をとるために戻り、北京大学で物理学教授となった。1955年、中国科学院の最初のアカデミー会員の一人となった。1983年の退官後、半導体の研究に引き続き積極的に取り組み、1987年から1991年まで中国物理学会の会長を務めた。中国科学院の半導体研究所の所長を務めていたこともある。
固体物理学の分野において貢献が多くある。ノーベル賞受賞者マックス・ボルンとの共著の結果であるDynamical Theory of Crystal Latticesは、弔辞の言葉によると現代物理学の古典的作品となっている。ボルン・黄近似の名前の一部はこの人物にちなむ。